# Ré maior
Ré maior (abreviada no sistema europeu como Ré M, e como D no sistema norte-americano) é a tonalidade em que consiste a escala maior de ré, e contém as notas Ré, Mi, Fá sustenido, Sol, Lá, Si, Dó sustenido e, Ré. Sua armadura contém dois sustenidos, para assim seguir o padrão estrutural do modo maior (que possui cinco intervalos de tons e dois intervalos de semitons entre as notas). Sua tonalidade relativa é si menor e sua tonalidade homônima é ré menor.
A reprodução de áudio não é suportada no seu ''browser''. Você pode descarregar o ficheiro de áudio.

## Uso
Esta tonalidade é bastante adequada à música de violino devido à estrutura do instrumento, que está afinado Sol, Ré, Lá e Mi. As cordas ressoam por simpatia com a corda Ré, produzindo um som brilhante. Por isso, muitos compositores clássicos escolheram escrever suas obras sob tal tonalidade, incluindo Mozart (Concerto para violino n.º 2), Ludwig van Beethoven (Concerto para violino), além de Johannes Brahms e Sergei Prokofiev.
Também, é ideal para músicas de guitarra, ao afinar o Mi bordão um tom mais grave, tendo dois Rés como cordas de ar. Domenico Scarlatti imitava os sons da guitarra em suas sonatas para o teclado, e isto, talvez, seja a razão de mais de 70 de suas 555 sonatas estarem em Ré maior.

## Composições clássicas em ré maior
- Cânone em Ré Maior - Pachelbel
- Magnificat, vários números do Oratório de Natal e a Missa em si menor; o Concerto de Brandemburgo n.º 5, as Suites para orquestra n.° 3 e n.º 4, Johann Sebastian Bach
- Concerto para trompete n.° 2, Georg Philipp Telemann
- Sinfonia Londres, Franz Joseph Haydn
- Concerto para piano KV 537. Krönungskonzert, Sinfonia "Haffner", Mozart
- Sinfonia n.° 2, "Concerto para violino", Missa Solemnis, Sonata para piano n.º 15 - Ludwig van Beethoven
- Concerto para violino nº 1, Niccolò Paganini
- Marcha Pompa e Circunstância n.º 1 - Edward Elgar